# Lenz Kriss-Rettenbeck
Lorenz „Lenz“ Kriss-Rettenbeck (* 1. März 1923; † 25. Juni 2005 in Berchtesgaden) war ein deutscher Volkskundler und Museumsdirektor.

## Leben
Lenz Kriss-Rettenbeck war Adoptivsohn des Berchtesgadener Religionswissenschaftlers und Volkskundlers Rudolf Kriß. Seit 1960 war Kriss-Rettenbeck Konservator am Bayerischen Nationalmuseum. 1974 wurde er dann dessen Generaldirektor. In dieser Funktion war er einer der Wegbereiter der Entstehung von Bauernhof- und Freilichtmuseen. Lenz Kriss-Rettenbeck zog sich 1985 aus gesundheitlichen Gründen von seinem Amt zurück und widmete sich in Berchtesgaden privaten Studien.
Lenz Kriss-Rettenbeck war ab 1954 verheiratet mit der Autorin und Dichterin Ruth Kriss-Rettenbeck (geb. 15 Feb 1924 in München; gest. 29 Jan 2017 in Schönau am Königssee). Seine letzte Ruhestätte fand er wie später auch seine Ehefrau in Schönau am Königssee auf dem Bergfriedhof.

## Ehrungen
- 1983: Verdienstkreuz 1. Klasse der Bundesrepublik Deutschland
- Bayerischer Verdienstorden

## Schriften (Auswahl)
- Das Votivbild. Rinn, München 1958.
- Bilder und Zeichen religiösen Volksglaubens. Callwey, München 1963.
- Ex voto. Zeichen, Bild und Abbild im christlichen Votivbrauchtum. Atlantis, Zürich 1972.
- mit Gerda Möhler: Wallfahrt kennt keine Grenzen. Schnell & Steiner, München 1984.
- mit Liselotte Hansmann: Amulett, Magie, Talisman. Callwey, München 1966; 2. Auflage 1977 und weitere Auflagen.